# Apolutrosis
Apolutrosis – debiutancki album polskiego unblackmetalowego projektu muzycznego Elgibbor wydany w 2004 roku. 17 kwietnia 2007 roku ukazała się zremiksowana i zremasterowana wersja tegoż albumu z nowym projektem okładki, limitowana nakładowo do 50 sztuk.

## Lista utworów
1. "AnnouchnouRo'im" – 03:59
2. "Psalm42" – 02:54
3. "God the Glory of His People" – 02:39
4. "My God" – 03:35
5. "Final Triumph" – 3:36
6. "Awesome God" – 02:09
7. "Miecz nad Leviatanem" – 04:58
8. "Niewolnik Ciemności" – 04:10
9. "Wołanie o Pomoc" – 02:04
10. "Shadow of Death"